# Boris Tadić
Boris Tadić (en ciríl·lic Борис Тадић) (15 de gener de 1958) va ser el president de Sèrbia (2004-2012). De professió psicòleg, és president del Partit Democràtic (DS).

## Biografia
Boris Tadić va néixer a Sarajevo, aleshores la capital de la República Popular de Bòsnia i Hercegovina, una república iugoslava. El seu pare Ljubomir era filòsof, membre de l'Acadèmia sèrbia de les Ciències i les Arts i de la Lliga dels Comunistes Iugoslaus (SKJ), i va ser desposseït de la seva càtedra a la Universitat de Belgrad per enfrontar-se a Tito. La seva mare, Nevenka, era psicòloga. El seu avi matern i altres sis familiars van ser assassinats pel règim ústaixa croata durant la Segona Guerra Mundial en el camp de concentració de Jasenovac. Els seus pares viatjaven molt sovint i s'havien traslladat a Sarajevo des de París, on estaven realitzant els seus estudis de doctorat, només uns dies abans del seu naixement. La família es va traslladar a Belgrad quan Boris tenia tres anys, i el seu pare va obtenir un treball en el diari Liberation. Va cursar els estudis elementals al col·legi Pera Popović Aga. Durant la seva adolescència va jugar a waterpolo al Partizan de Belgrad, però va haver d'abandonar-lo a causa de les lesions. Es va graduar en Psicologia a la Universitat de Belgrad. Tadić va ser detingut durant els seus estudis per assistir a conferències d'organitzacions anticomunistes en apartaments privats amb professors dissidents que havien perdut els seus llocs de treball a la Universitat. Va treballar com a periodista, psicòleg clínic militar i com a professor de psicologia. Fins al 2003, Tadić també va treballar a la Universitat de Belgrad com a professor de marketing polític.

## Carrera política
Tadić es va afiliar al Partit Demòcratic quan es va refundar el 1990 (va ser fundat el 1919 però suprimit durant el comunisme iugoslau), any en què els demòcrates van guanyar set escons a l'Assemblea Nacional. Boris Tadić va ser el fundador, el 1998, del Centre d'Estudis Moderns, una ONG orientada a l'educació política i cívica, i el desenvolupament de la cultura política i del diàleg. Com a membre de l'oposició democràtica de Sèrbia, va tenir un paper clau en la Revolució d'Octubre que va enderrocar Slobodan Milošević l'any 2000. Va ser dues vegades vicepresident del Partit Demòcratic abans de ser triat com nou líder el 2004. L'any 2000 Tadić va ser nomenat Ministre de Telecomunicacions en el govern iugoslau de Zoran Žižić, i Ministre de Defensa de Sèrbia i Montenegro des del 17 de març de 2003 fins que va començar la seva campanya presidencial. Es va ocupar com a diputat del Partit Demòcratic en el Senat Federal i com vice-portaveu del Parlament de Iugoslàvia. Va ser capdavanter de la coalició Oposició Democràtica de Sèrbia al Parlament de Sèrbia i Montenegro el 2003, i capdavanter del Partit Demòcratic en el Parlament de Sèrbia en 2004. L'assassinat de Zoran Djindjic, el març de 2003 va donar lloc a una convenció del Partit Demòcratic el 2004, en la qual Tadić es va imposar a Zoran Zivkovic.

## Presidència

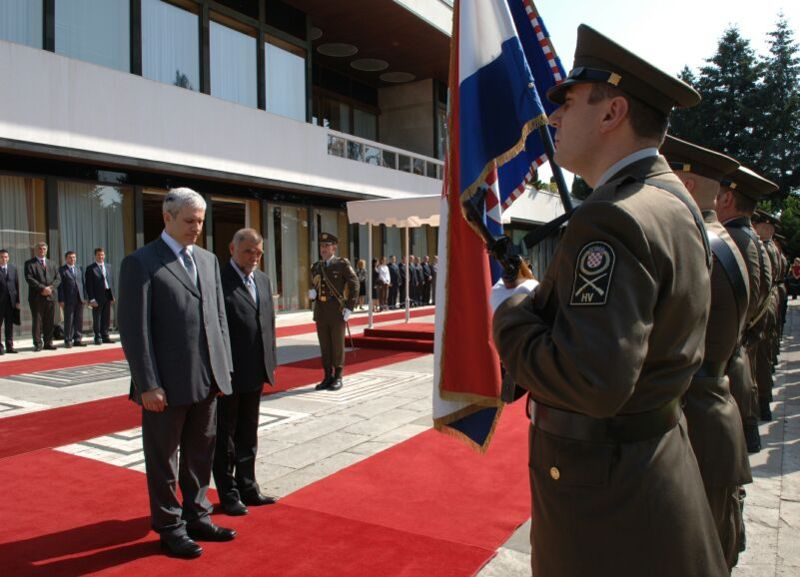
Boris Tadić (esquerra) amb el president croat Stjepan Mesić.

En les eleccions presidencials de 2004 va obtenir el primer lloc amb el 27,3% del sufragis. En la segona volta, el 27 de juny del mateix any, va vèncer el seu rival del Partit Radical Serbi, Tomislav Nikolić, amb el 53,24% dels vots. Va ser nomenat president de manera oficial l'11 de juliol de 2004 a Belgrad. Com a president, Tadić va portar a terme una política exterior pro-occidental. Va ser el primer president serbi en visitar Sarajevo des de 1995, on va demanar disculpes pels crims comesos a Bòsnia en nom dels serbis, en un acte que va repetir a Zagreb el 2006 recordant els crims comesos a Croàcia. El juliol de 2005 havia assistit als actes commemoratius del X aniversari de la Massacre de Srebrenica, que va condemnar. El 28 de setembre d'aquell any, es va reunir amb el Papa Benet XVI al Vaticà, sent el primer cap d'estat serbi al que es concedia una audiència amb el Papa, i un gest destacable dins de les tibants relacions entre catòlics i ortodoxos als Balcans. Durant el seu mandat es va celebrar el referèndum sobre la independència de Montenegro, el 2006, sent el primer mandatari estranger a visitar Montenegro després de la proclamació del nou estat el 8 de juny, comprometent-se a continuar les relacions d'amistat entre ambdues repúbliques. Va assistir, a més, al primer hissat de la bandera de Sèrbia en la seu de les Nacions Unides a Nova York.

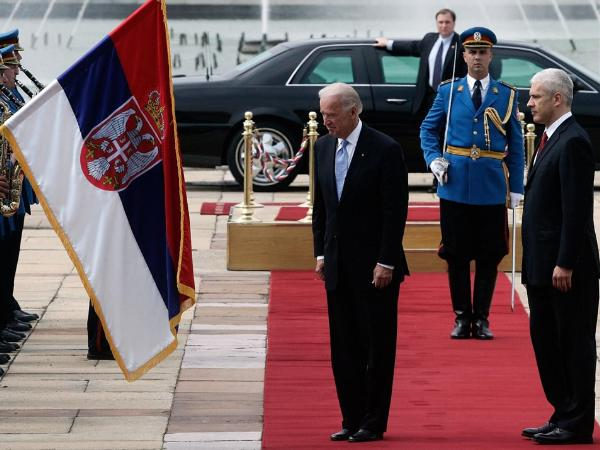
Boris Tadić (dreta) rebent la visita del vicepresident nord-americà Joe Biden el 2009.

En la segona volta de les eleccions presidencials del 2008, que van tenir lloc el 3 de febrer, va vèncer el candidat Tomislav Nikolić per un estret marge. En aquestes eleccions es va registrar una participació del 67% en ser considerades com un referèndum per al futur de Sèrbia, amb la independència de Kosovo i l'aproximació cap a la Unió Europea en l'agenda política. El 21 de juliol de 2008, efectius de seguretat serbis van detenir a Belgrad a Radovan Karadžić, acusat de crims de guerra i genocidi durant la guerra de Bòsnia, fugitiu des de 1995. Malgrat la forta oposició dels grups nacionalistes més radicals, el govern de Tadić va lliurar a Karadžić a la justícia internacional per al seu processament en el ICTY, sent traslladat a La Haia el 30 de juliol. Com a president serbi s'oposà a la proclamació de la independència de Kosovo,
| « | "Sèrbia mai reconeixerà la independència de Kosovo" | » |
| — |                                                     |   |

En el marc de la normalització de les relacions internacionals de Sèrbia, el maig de 2009 Tadić es va entrevistar a Belgrad amb el Vicepresident dels Estats Units Joe Biden, en la primera visita oficial a Sèrbia d'un mandatari nord-americà després de les Guerres de Iugoslàvia. Biden va afirmar el seu "suport a Sèrbia en el seu camí cap a la Unió Europea". El desembre de 2009, Tadic va presentar la candidatura sèrbia d'adhesió a la Unió Europea.